# Fossombronia
Fossombronia is een geslacht van levermossen uit de familie Fossombroniaceae.

## Kenmerken
De neerliggende of opgaande planten zijn eenvoudig of gevorkt vertakt. Aan de middelste vlezige stengel staan de bladeren aan beide zijden gerangschikt. Deze bladeren kunnen vierkant, rechthoekig of onregelmatig van vorm zijn, onregelmatig gelobd of getand zijn, en vlak, golvend of gekroesd. De grote, dunwandige bladcellen bevatten talrijke kleine olielichaampjes. Gametangiën bevinden zich in het midden van de stengel, dicht bij de stengeltop.

## Soorten
De soorten die in Nederland voorkomen zijn:
- Fossombronia fimbriata (Franjegoudkorrelmos)
- Fossombronia foveolata (Grof goudkorrelmos)
- Fossombronia incurva (Kropgoudkorrelmos)
- Fossombronia pusilla (Klein goudkorrelmos)
- Fossombronia wondraczekii (Gestekeld goudkorrelmos)